# Veszprémfajsz
Veszprémfajsz là một thị trấn thuộc hạt Veszprém, Hungary. Thị trấn này có diện tích 11,74 km², dân số năm 2010 là 270 người, mật độ 23 người/km².